# Arctia luna
Arctia luna là một loài bướm đêm thuộc phân họ Arctiinae, họ Erebidae.